# Requeixo
Requeixo is een plaats (freguesia) in de Portugese gemeente Aveiro en telt 1 198 inwoners (2001).